# Lya Lys
Lya Lys, nata Nathalie Margoulis (Berlino, 18 maggio 1908 – Newport Beach, 2 giugno 1986), è stata un'attrice tedesca naturalizzata statunitense.

## Filmografia parziale
- Maman Colibri, regia di Julien Duvivier (1929)
- Moral um Mitternacht, regia di Marc Sorkin (1930)
- L'âge d'or, regia di Luis Buñuel (1930)
- Clear All Wires!, regia di George W. Hill (1933)
- Jimmy and Sally, regia di James Tinling (1933)
- The Great Gambini, regia di Charles Vidor (1937)
- 4 in paradiso (The Young in Heart), regia di Richard Wallace (1938)
- Confessioni di una spia nazista (Confessions of a Nazi Spy), regia di Anatole Litvak (1939)
- Il ritorno del dottor X (The Return of Doctor X), regia di Vincent Sherman (1939)
- Murder in the Air, regia di Lewis Seiler (1940)